# 13643 Takushi
13643 Takushi eller 1996 HC1 är en asteroid i huvudbältet som upptäcktes den 21 april 1996 av den japanske astronomen Hiroshi Abe i Yatsuka. Den är uppkallad efter amatörastronomen Takushi Yokota.
Asteroiden har en diameter på ungefär 8 kilometer och den tillhör asteroidgruppen Eunomia.